# Licata Calcio
Licata Calcio, zkráceně jen Licata je italský klub hrající v sezoně 2024/25 4. italskou fotbalovou ligu, sídlící ve městě Licata v regionu Sicílie.

## Změny názvu klubu
- 1931/32 – 1949/50 – AC Licata (Associazione Calcio Licata)
- 1950/51 – 1952/53 – Pro Licata (Pro Licata)
- 1953/54 – Sant'Angelo Licata (Sant'Angelo Licata)
- 1954/55 – 1964/65 – US Licata (Unione Sportiva Licata)
- 1965/66 – 1966/67 – AS Licata (Associazione Sportiva Licata)
- 1967/68 – 1994/95 – Polisportiva Licata (Polisportiva Licata)
- 1995/96 – 1996/97 – AC Licata (Associazione Calcio Licata)
- 1997/98 – Nuovo Licata (Nuovo Licata)
- 1998/99 – 2003/04 – AC Licata (Associazione Calcio Licata)
- 2004/05 – ACD Licata (Associazione Calcio Dilettanti Licata)
- 2005/06 – 2009/10 – SSD Licata 1931 (Società Sportiva Dilettantistica Licata 1931)
- 2010/11 – 2013/14 – ASD Licata 1931 (Associazione Sportiva Dilettantistica Licata 1931)
- 2014/15 – ASD Accademia Licata (Associazione Sportiva Dilettantistica Accademia Licata)
- 2015/16 – ASD Licata Calcio (Associazione Sportiva Dilettantistica Licata Calcio)

## Získané trofeje

### Vyhrané domácí soutěže
- 3. italská liga (1x)

1987/88
- 4. italská liga (1x)

1984/85
- 5. italská liga (2x)

1981/82, 2018/19

## Účast v ligách
| Úroveň soutěže | Název soutěže (nynější název) | První hraná sezona | Poslední hraná sezona | celkem odehraných sezon |
| -------------- | ----------------------------- | ------------------ | --------------------- | ----------------------- |
| 2              | Serie B                       | 1988/89            | 1989/90               | 2                       |
| 3              | Serie C                       | 1982/83            | 1991/92               | 10                      |
| 4              | Serie D                       | 1948/49            | 2024/25               | 11                      |
| 5              | Eccellenza                    | 1950/51            | 2018/19               | 19                      |

## Trenéři

### Známí trenéři v klubu
- Zdeněk Zeman (1983–1986)